# Belgrano (Buenos Aires)
Belgrano es uno de los 48 barrios de la Ciudad Autónoma de Buenos Aires, Argentina, y uno de los centros comerciales más importantes de la ciudad. Fue pueblo, ciudad, capital federal (por un breve período) y luego barrio al ser absorbido legalmente por la Municipalidad de Buenos Aires. Está ubicado en la Comuna 13.
Belgrano se caracteriza por ser un barrio de clase media y alta. Es uno de los barrios más poblados de CABA. El barrio se subdivide en tres principales áreas distintas: la más grande es su zona de edificios, luego Belgrano R es su zona residencial de clase alta que cuenta con arquitectura inglesa, y el Barrio chino de Buenos Aires el cual forma parte de Belgrano. 
El barrio es conocido ampliamente por albergar el Estadio Mâs Monumental del Club Atlético River Plate, pese a que muchas creencias populares sostienen erróneamente que el estadio se ubica en el barrio vecino, Núñez.

## Geografía
El barrio de Belgrano está delimitado por el muelle al sur del Aeroparque Jorge Newbery, Avenida Costanera Rafael Obligado, La Pampa, Avenida Presidente Figueroa Alcorta, Avenida Valentín Alsina, vías de la línea Mitre (ramal Tigre), prolongación virtual de Zabala, Zabala, Avenida Cabildo, Virrey del Pino, Crámer, Elcano, Avenida de los Incas, Avenida Forest, La Pampa, Avenida Doctor Rómulo Naón, Avenida Monroe, Avenida Ricardo Balbín, Franklin D. Roosevelt, Zapiola, Avenida Congreso , Avenida del Libertador, Avenida Guillermo Udaondo, Avenida Leopoldo Lugones, prolongación virtual de Avenida Comodoro Martín Rivadavia, eje de desembocadura del Arroyo Medrano y el Río de la Plata.
Limita con los barrios de Palermo al sudeste, Colegiales al sur, Villa Ortúzar al sudoeste, Villa Urquiza al oeste, Coghlan al noroeste, Núñez al norte, y el Río de la Plata al este.
Cuenta con una superficie aproximada de 8,02 km² y una población de alrededor de 126 816 según el censo de 2010. La densidad demográfica es de 15 812,4 habitantes/km².
Varios historiadores coinciden en remarcar que el límite del barrio de Belgrano no está delimitado históricamente por la calle Zabala, sino por la avenida Olleros en su intersección desde la Avenida Valentín Alsina y hasta la Avenida Cabildo. Esta es una fuerte posición con base en que hasta dicha avenida estaba afincada la Quinta del escritor José Hernández, ilustre vecino del por entonces pueblo de Belgrano, en contraposición a una ordenanza del año 1972, que fijó el catastro del barrio en la calle Zabala sin fundamentos que avalasen el cambio del límite que se remontaba al siglo XIX. Al delimitar de esa manera, el histórico predio de la Quinta de José Hernández quedaba dividido una parte en el barrio de Palermo y otra en Belgrano, cuando este solar siempre fue un claro referente de Belgrano.

## Historia

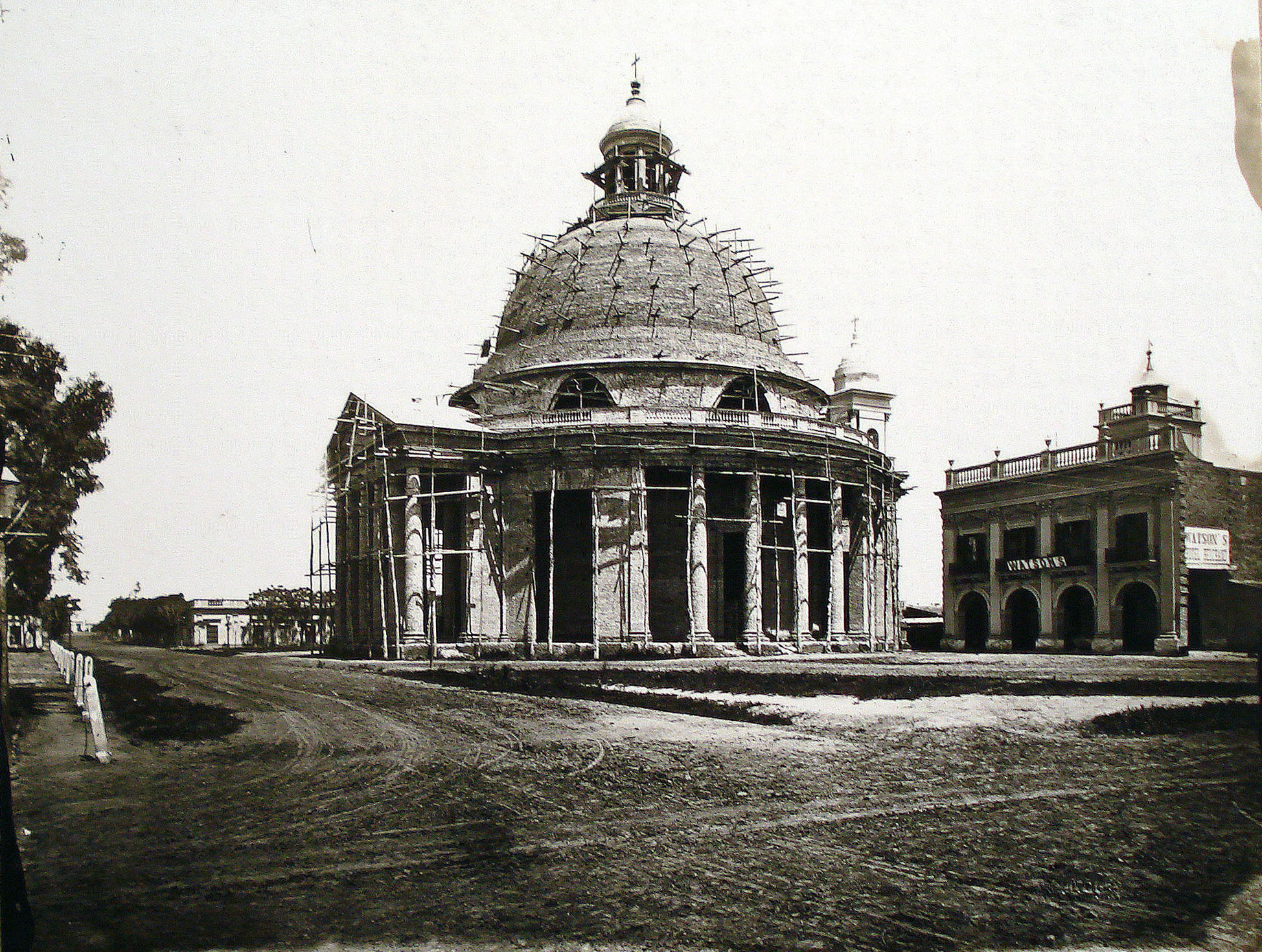
Iglesia de la Inmaculada Concepción en 1875.

En sus orígenes, este barrio formó parte del Pago de los Montes Grandes que se extendía desde Retiro hasta San Isidro. Por esta zona se registraba un intenso tránsito hacia las provincias del norte por el llamado Camino Real, luego Camino del Alto, más tarde 25 de Mayo y finalmente avenida Cabildo.
 

Cuando el 20 de junio de 1820 falleció Manuel Belgrano, abogado, general y creador de la bandera, la Sala de Representantes de la Provincia de Buenos Aires estableció, por medio del decreto del 6 de diciembre de 1855, que el próximo pueblo sería denominado Belgrano. Tras el prolongado gobierno de Juan Manuel de Rosas, el 23 de noviembre de 1855 se creó una población en el extremo norte de las tierras del Restaurador, a la que se denominó La Calera (desde 2004, esta fecha es considerada el día del barrio). Gracias a su buena ubicación, el pueblo creció rápidamente, llegando en pocos años a ser declarado ciudad, con la creación del partido de Belgrano (cuyos límites eran el Río de la Plata, el arroyo Maldonado y las actuales avenidas Warnes, del Campo, incluyendo su proyección dentro del Cementerio de la Chacarita, Chorroarín, de los Constituyentes y la calle Zufriategui, parte de su recorrido se encuentra junto a la Avenida General Paz). El núcleo histórico de la antigua población y luego barrio fue el área inmediata a la actual Plaza Manuel Belgrano, rodeada por la Municipalidad de Belgrano (actualmente Museo Histórico Sarmiento), la escuela Casto Munita, la iglesia Inmaculada Concepción, conocida como "La Redonda" y el Hotel Watson. Estas instituciones fueron surgiendo en años posteriores a la fundación del pueblo de Belgrano.

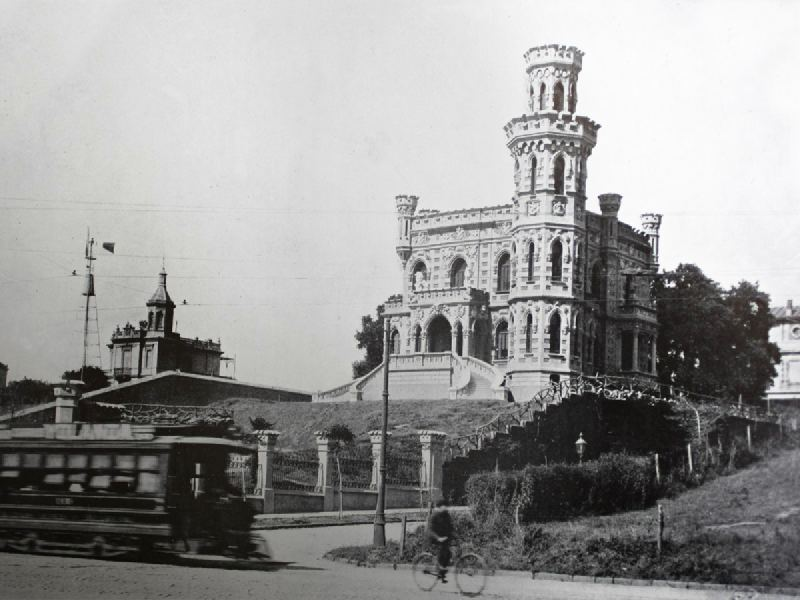
Residencias palaciegas que abundaban en el 1900.

En 1880, luego de la derrota de Carlos Tejedor, gobernador de la provincia, en las elecciones presidenciales ante Julio Argentino Roca, la provincia de Buenos Aires decidió unilateralmente echar a las autoridades nacionales de la ciudad de Buenos Aires, que hasta entonces funcionaba como capital tanto de la provincia como de la Nación, iniciando así el último coletazo de las guerras civiles que signaron el siglo XIX. El gobierno federal se instaló en la ciudad de Belgrano, en el edificio de la municipalidad (actual Museo Sarmiento), desde donde se dictó la ley de federalización de la ciudad de Buenos Aires. Tras el fin de las hostilidades, la ciudad volvió a su clima normal, hasta que en 1887 una ley nacional anexó los partidos de Belgrano y Flores a la Capital Federal. Desde entonces, Belgrano, que era una ciudad, se convirtió en el barrio de otra.
Desde fines de siglo XIX y hasta bien avanzada la segunda mitad del siglo XX este barrio se caracterizaba por la presencia de lujosas mansiones y grandes caserones rodeados de arboledas, ejemplos de los cuales eran el palacete de Gowland Moreno y el palacete Delcasse, más conocido como "La Casa del Ángel". Los estilos predominantes eran eclécticos, con elementos principalmente de las arquitecturas inglesa y francesa (estilos: "normando", "reina Ana", "Tudor" y "neoclásico francés" e incluso "art nouveau" o algún detalle del "art déco"), en lo que para algunos constituía una armoniosa y muy lograda síntesis.

### La gran transformación

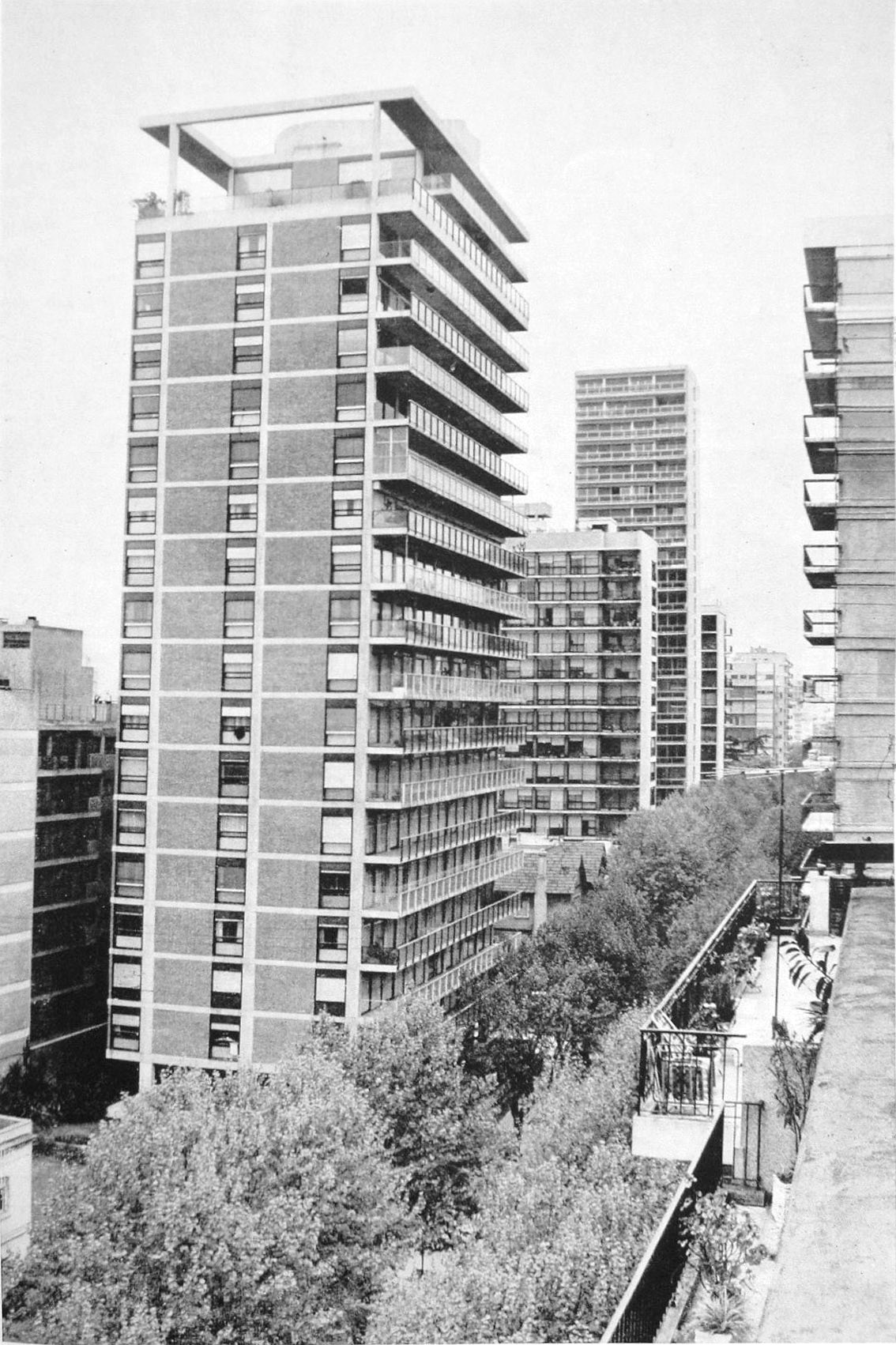
Nuevas torres residenciales (1968).

Sin embargo, dos leyes fueron los puntos de partida para comenzar una notable evolución del aspecto del barrio, a partir de mediados del siglo XX. En 1948, se sancionó la Ley de Propiedad Horizontal, que permitió que finalmente los ocupantes de un departamento pudieran adquirirlo, ya que hasta ese momento solo se podía alquilar una vivienda de este tipo. Y en 1957, la Municipalidad de Buenos Aires permitió mediante la Ordenanza 4110/57, la construcción de edificios en torre, a diferencia de los clásicos edificios entre medianeras.
Esta combinación, que se dio en un momento de auge de la construcción y del negocio inmobiliario, comenzó a ejercer rápidos cambios en la arquitectura y la vida en Buenos Aires, y rápidamente se expandió a otras ciudades del país. Pero fue en el barrio de Belgrano en que los resultados se vieron en un grado sin comparación, y el sector más notable fue el encerrado por las Avenidas Cabildo y del Libertador, entre las calles Federico Lacroze y La Pampa, es decir el casco histórico del antiguo pueblo. Esto se debió en parte a la forma de parcelamiento de sus manzanas, ya que al estar ocupadas por enormes residencias que ocupaban un cuarto de manzana cada una, resultaban terrenos costosos difíciles de mantener para una familia, pero muy tentadores para la construcción en altura.
Así, rápidamente comenzó el cambio. En el mismo año 1957, comenzó la construcción de la primera torre residencial, proyectada por el arquitecto Antonio Vermes en Teodoro García 1955, con 17 pisos de altura. En poco tiempo, un gran número de palacetes fueron comprados a sus dueños y demolidos, y las construcciones se multiplicaron a ritmo acelerado. Diez años después, un artículo sobre el tema arrojaba el número de 65 nuevas torres en un área de 30 manzanas. De todas formas, la transformación del barrio continuó durante la siguiente década, y aunque se paralizó durante los años '80, retomó su ritmo a mediados de la década de 1990, y durante la década de 2000 siguieron construyéndose nuevos edificios en los pocos lotes disponibles en los cuales sobrevivían casas antiguas. La mayor parte de los viejos dueños de los palacetes aceptaron como parte del pago pisos en las nuevas torres que se construirían; y de esta forma se llega al estado actual, cuando del antiguo Belgrano solo sobrevive la arboleda de plátanos plantada hace más de un siglo, y el adoquinado de sus calles internas.
Como notable contraste, sobrevivió al auge inmobiliario un sector reducido del llamado Belgrano "R", que debido a la transformación cobró un nuevo valor como reflejo del aspecto que el barrio tenía hasta la década de 1950. Sin embargo, se trata de un área relativamente pequeña, y no se conservó íntegramente el tejido urbano, ya que se han construido edificios de altura, aunque en un número reducido.

## Barrios no oficiales
Belgrano, al igual que su vecino barrio de Palermo, ha sido dividido en sectores cuyos límites en un comienzo fueron imprecisos, pero que a lo largo de los años se los ha intentado fijar, sobre todo por parte de firmas inmobiliarias.
Belgrano R

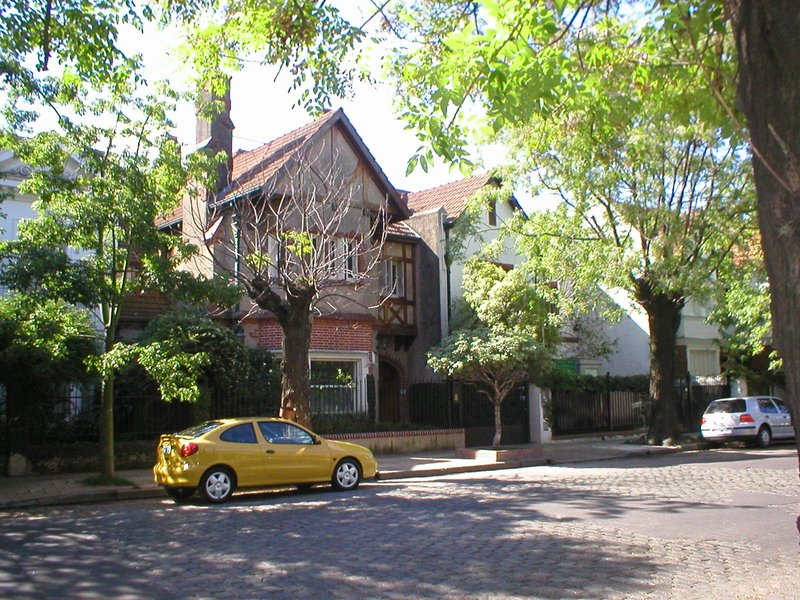
Chalets y residencias en Belgrano R.

Al oeste del área comercial (es decir de Belgrano C), se encuentra Belgrano R, siendo esta una área residencial de clase alta, dónde se encuentran algunos de los colegios privados más reconocidos de la Argentina, por ejemplo los británicos Buenos Aires English High School (de dónde surgió el mítico club de fútbol Alumni), Belgrano Day School y el colegio de la comunidad armenia el Colegio Mekhitarista de Buenos Aires.
El nombre Belgrano R proviene de la estación de tren del Ferrocarril Buenos Aires a Rosario, para diferenciarla de la Estación Belgrano C, aunque popularmente se cree que la "R" significa "residencial".
Barrio de casas bajas y de alto valor, en muchos casos de estilo Tudor y construidas en la década de 1920; sus calles principales son La Pampa, Melián y la avenida Forest.
Belgrano C

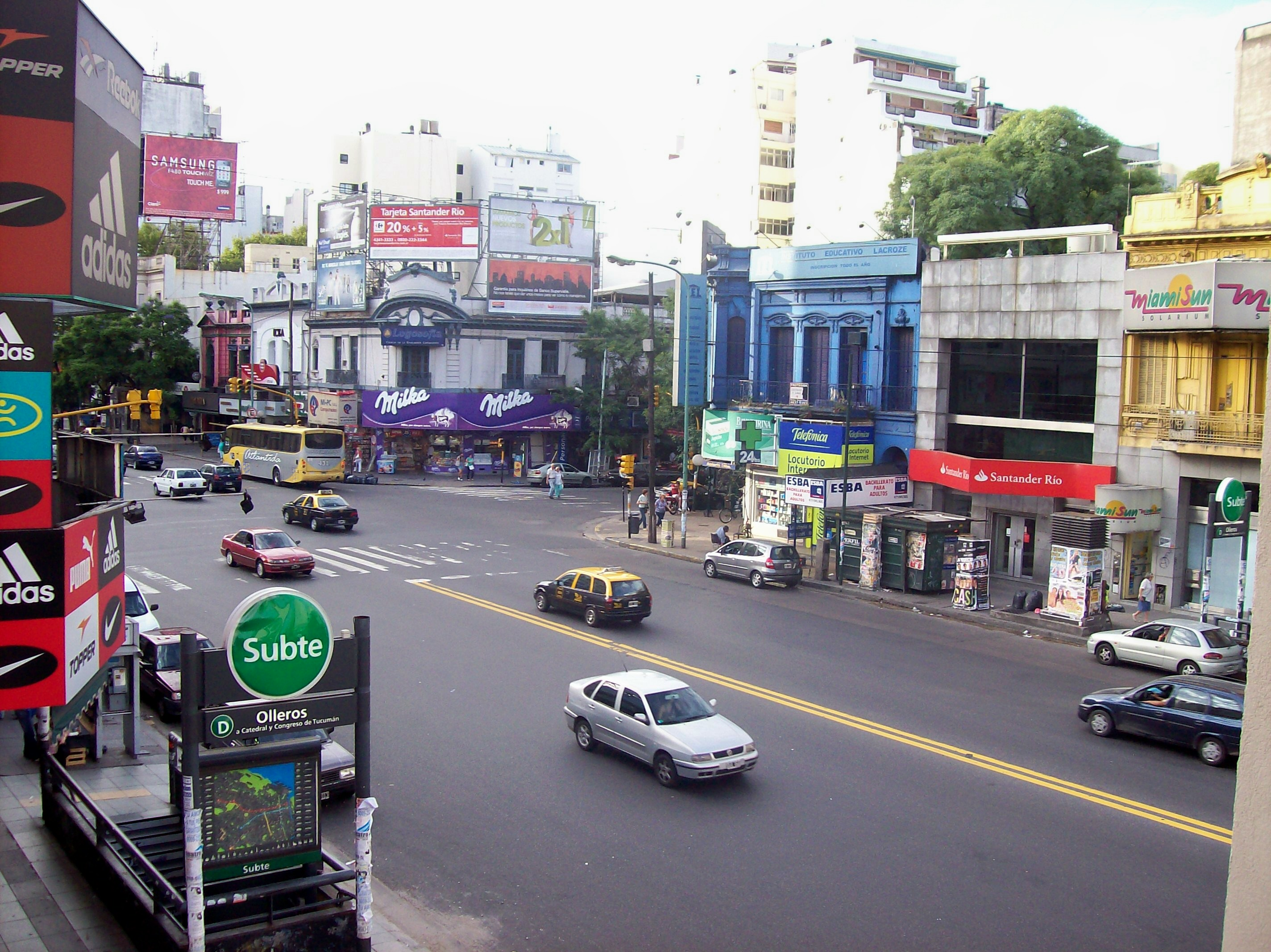
Avenida Cabildo, principal arteria comercial del barrio.

Sus límites no están muy bien precisados, pero puede decirse que está delimitado por la Avenida Cabildo, la calle La Pampa, la Avenida Virrey Vértiz y la Avenida Congreso constituyendo el área céntrica del antiguo pueblo de Belgrano. La expresión popular "me quedé en Pampa y la vía" tiene su origen en que hasta ese punto corría un tranvía que llegaba hasta el hipódromo. Los burreros que perdían su dinero apostando en las carreras de caballos lograban llegar gratuitamente hasta este sitio.
El barrio es también conocido como Barrancas de Belgrano, pues allí se emplaza este parque que ocupa tres manzanas y es uno de los pocos lugares de la ciudad en los que se conserva la topografía original de la barda del valle fluvial del Río de la Plata.
En la manzana que queda delimitada por la Avenida Juramento, las calles Vuelta de Obligado, Echeverría y Cuba se encuentra la Plaza Manuel Belgrano, casco original de cuando se fundó originariamente el pueblo de Belgrano. Frente a la plaza se destacan el Museo Sarmiento que fuera sede del Gobierno Nacional y la iglesia de la Inmaculada Concepción, de estilo bizantino, sede del obispo de Belgrano, que fue la primera iglesia del pueblo de Belgrano.
Al otro lado de las vías del ex Ferrocarril General Bartolomé Mitre (ramal Tigre) que corre al pie de las Barrancas de Belgrano y paralelo a la Avenida Virrey Vértiz se extienden el Barrio Chino al norte de la Avenida Juramento, y el Bajo Belgrano al sur de la misma, aunque de hecho, el primero, geográficamente, se encuentra dentro del Bajo Belgrano. Al lado del Barrio chino se encuentra la sinagoga Amijai.
Bajo Belgrano
También conocido con el nombre de "Belgrano Chico". Esta zona se encuentra bajando las Barrancas de Belgrano desde las vías del Ferrocarril General Bartolomé Mitre y hasta el Río de la Plata y desde la Avenida Olleros hasta la Avenida Congreso. Era inundable, por lo que sus solares eran de escaso valor y fue habitado por gente de pocos recursos.
Hacia fines del siglo XIX y principios del XX, tuvieron auge los deportes náuticos como el yachting (navegación de recreo, navegación a vela), que lo practicara Eduardo Newbery, hermano de Jorge Newbery, así como otras actividades deportivas como el fútbol (en 1911 se instaló en el barrio el tradicional Club Atlético Excursionistas).
Se hizo famosa la villa de emergencia denominada Bajo Belgrano, que en el primer gobierno de Juan Domingo Perón (1946-1955) fue rodeada por un muro, y fue definitivamente erradicada con la dictadura militar autodenominada Proceso de Reorganización Nacional (1976-1983), cuando sus habitantes fueron forzados a irse.
Inicialmente barrio de antiguas casas bajas, con los terrenos ganados al río, mediante rellenos, la construcción de la avenida Cantilo y de la Ciudad Universitaria, junto al río, la zona dejó de ser tan fácilmente inundable y sus terrenos se valorizaron, de manera que hoy se levantan allí también casas y departamentos de categoría, que conviven con edificios más humildes construidos algunas décadas atrás. Esto es fácilmente comprobable si se recorre la calle La Pampa desde el cruce con la calle Miñones hasta el cruce con la Avenida Figueroa Alcorta.
En la actualidad el barrio ha perdido desde 2004 varios iconos arquitectónicos que fueron demolidos.
Barrio Chino
En las últimas décadas, con el aumento de la inmigración china en la Argentina, se formó en unas pocas cuadras entre las avenidas del Libertador, Juramento, Monroe y las vías del ferrocarril dentro del Bajo Belgrano, un sector habitado por gran cantidad de personas de ese origen, donde fundaron gran cantidad de negocios propios.

Barrio Parque Gral. Belgrano

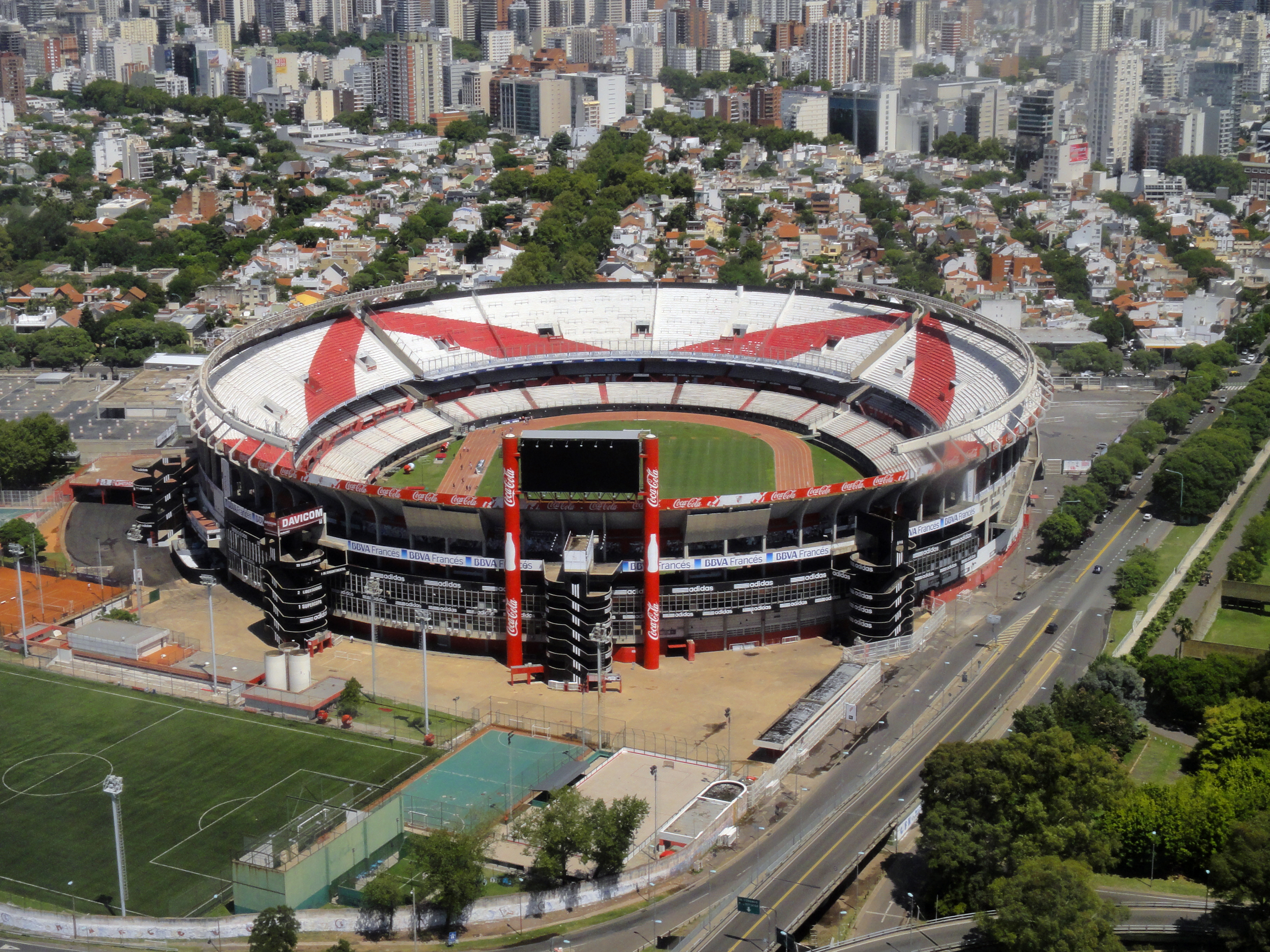
Pese a ser ubicado popularmente en el barrio de Núñez, el Estadio Monumental se encuentra localizado en Belgrano.

Conocido popularmente como "Barrio River", está en el Bajo Belgrano. Sus construcciones son en su mayoría casas estilo chalet ya que está restringida la construcción de edificios de altura. Se encuentra emplazado entre las avenidas del Libertador, Monroe y Avenida Udaondo. La designación de parroquia a la Iglesia Santiago Apóstol, el 31 de diciembre de 1932 por Mons. Santiago L. Copello, fue el hito fundacional del Barrio Parque Gral. Belgrano.
Este barrio pertenece al barrio porteño de Belgrano, cuando en realidad fue diseñado en 1926 por el famoso paisajista francés Jean Claude N. Forestier como barrio parque. En 1927 Vicente Casullo adquiere las tierras para desarrollar ediliciamente el barrio y le asigna su primer nombre como "Barrio Parque Cassullo". Luego, una vez donadas las tierras (1200 m²) para la creación de la Iglesia vecinal como parte del desarrollo urbanístico, fallece en 1930 sin poder cristalizar su proyecto. La plantilla catastral del barrio de esa época ya muestra las 16 hectáreas que han de ser el futuro Tiro Federal a su Noreste y al sudeste las que correspondieron a Obras Sanitarias de la Nación (hoy universidad Di Tella).
Dentro de este barrio se encuentra el Estadio Monumental Antonio Vespucio Liberti sede del Club Atlético River Plate y de la selección de fútbol de Argentina.

## Sitios de interés

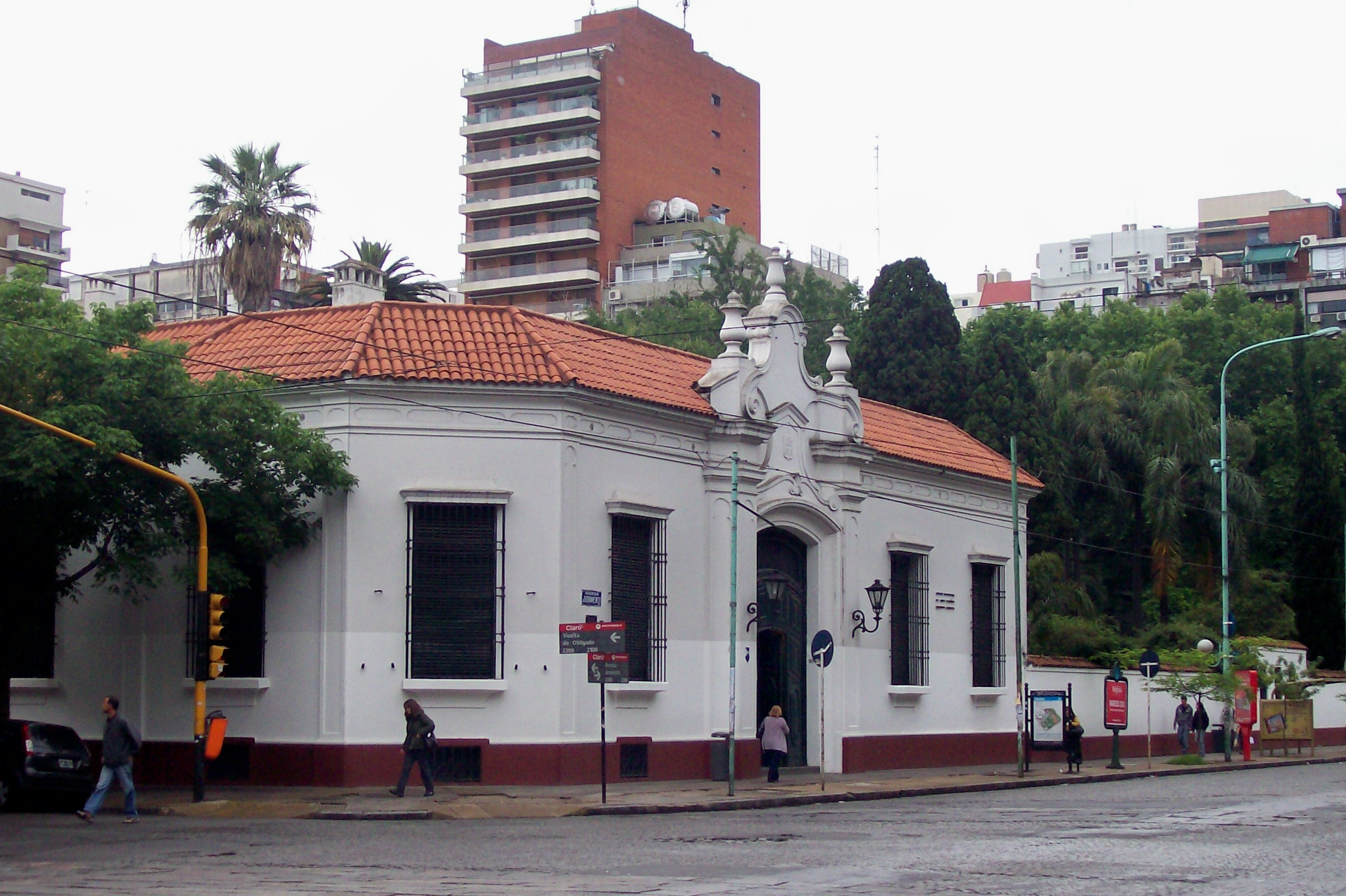
Museo Enrique Larreta

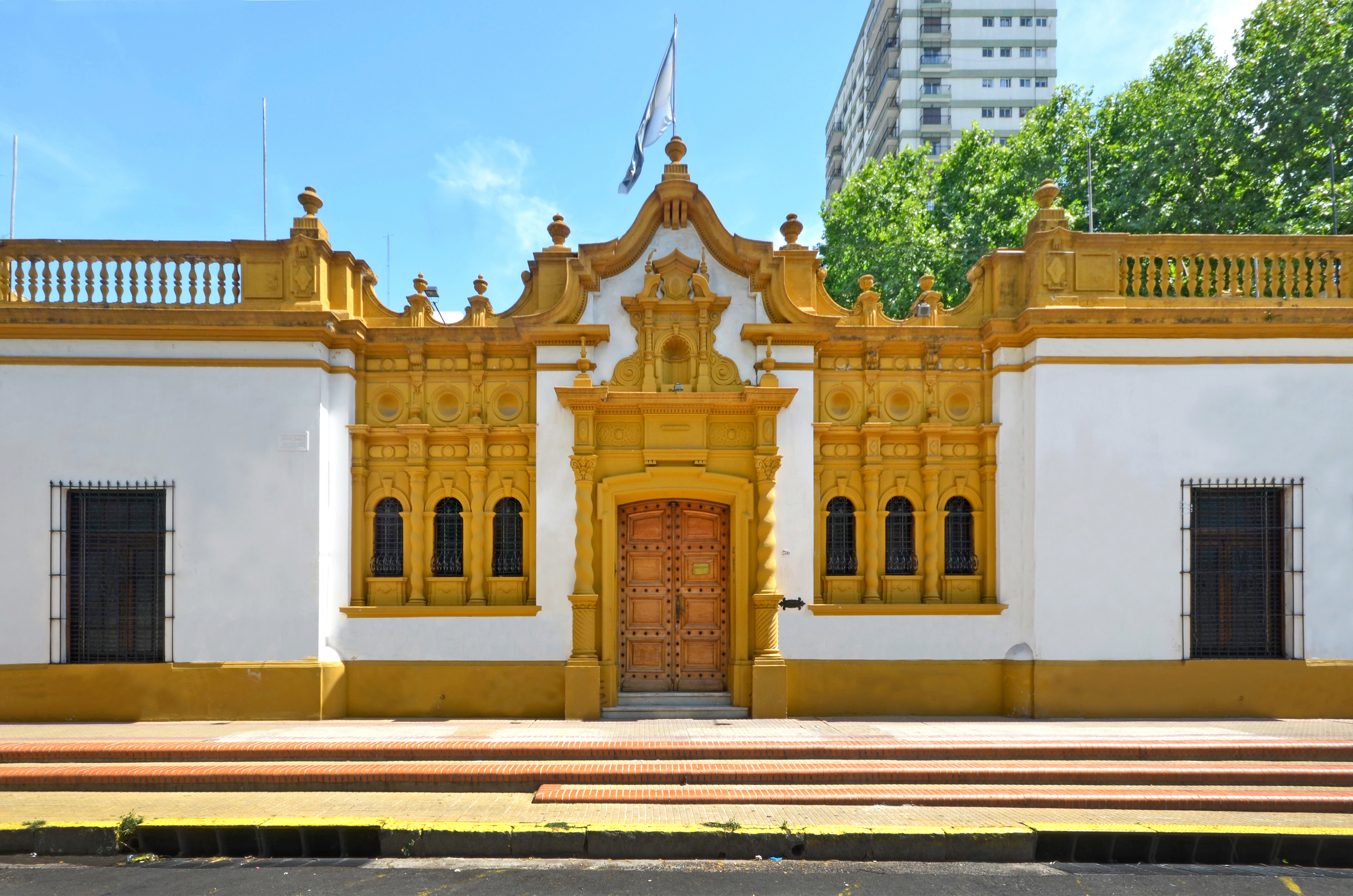
Museo "Casa de Yrurtia"

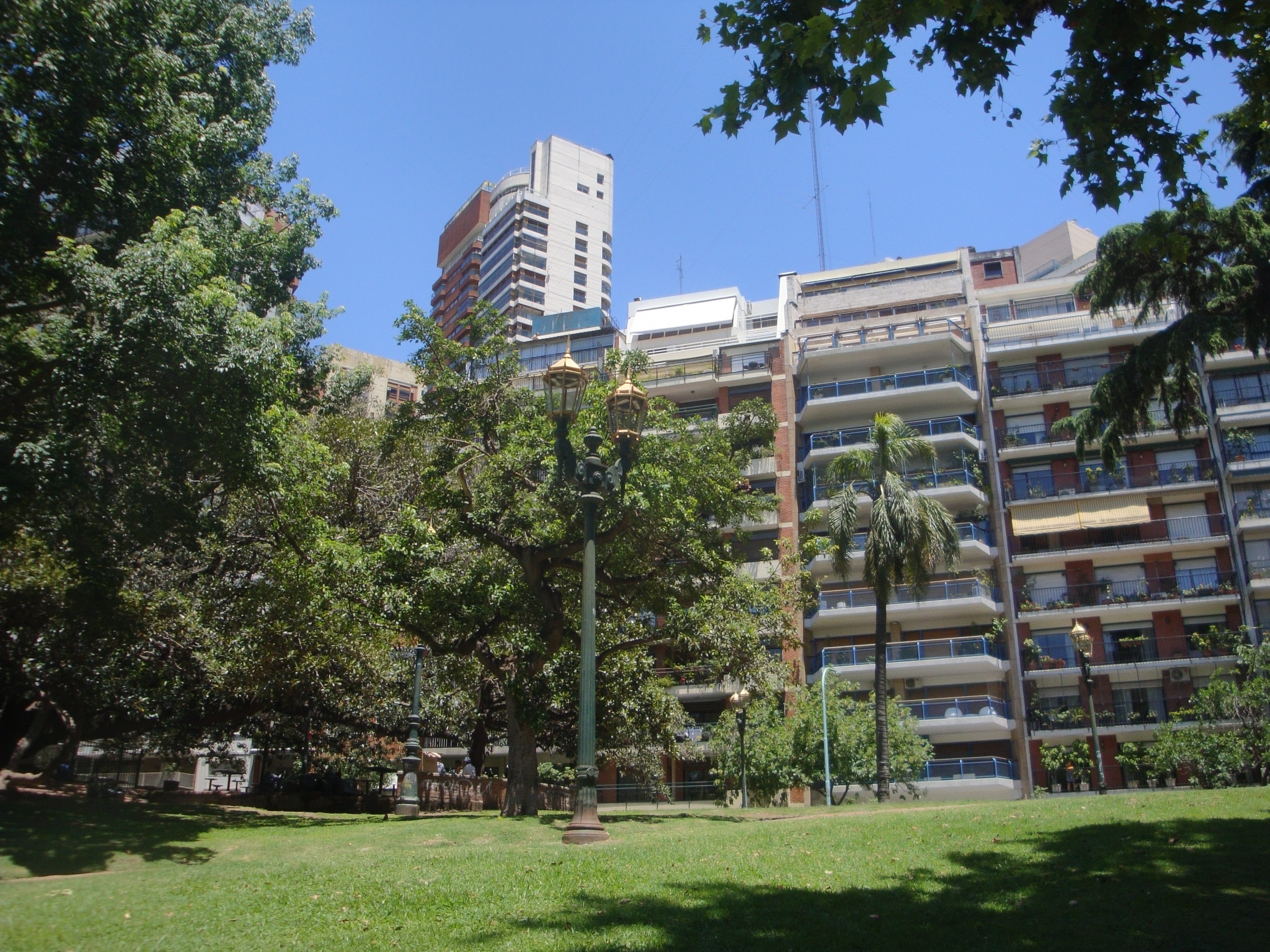
Barrancas de Belgrano

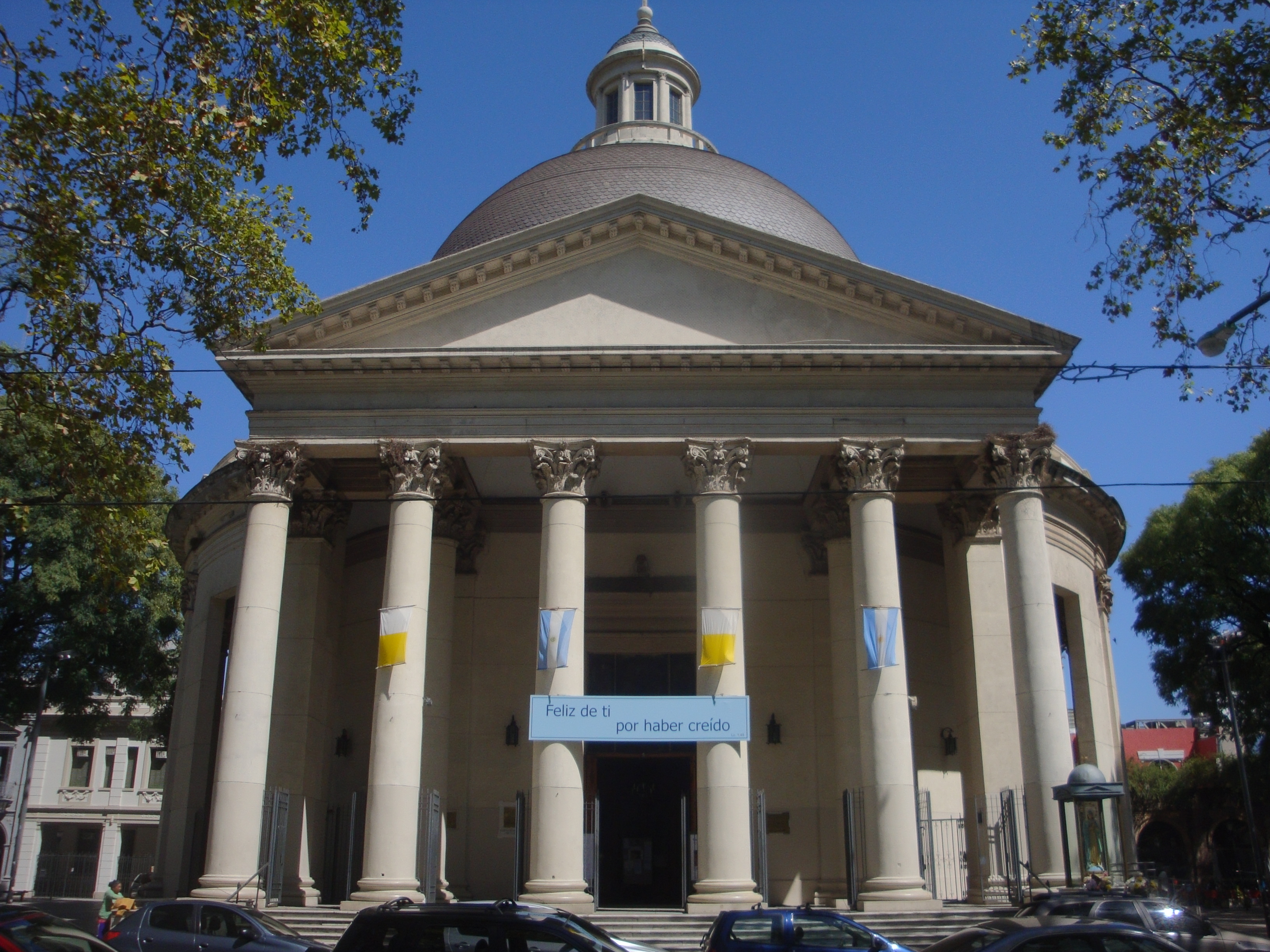
Parroquia de la Inmaculada Concepción

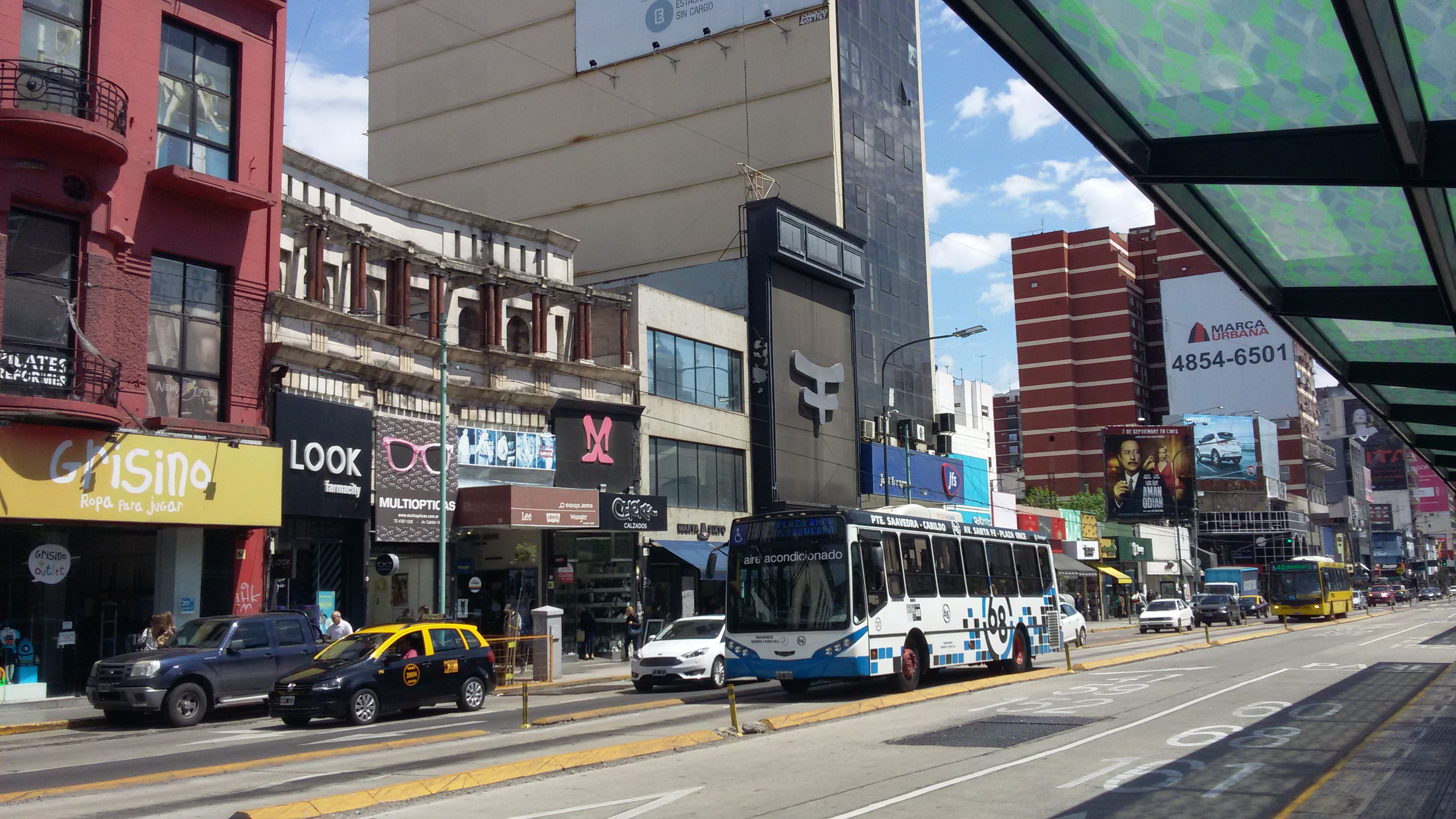
Avenida Cabildo

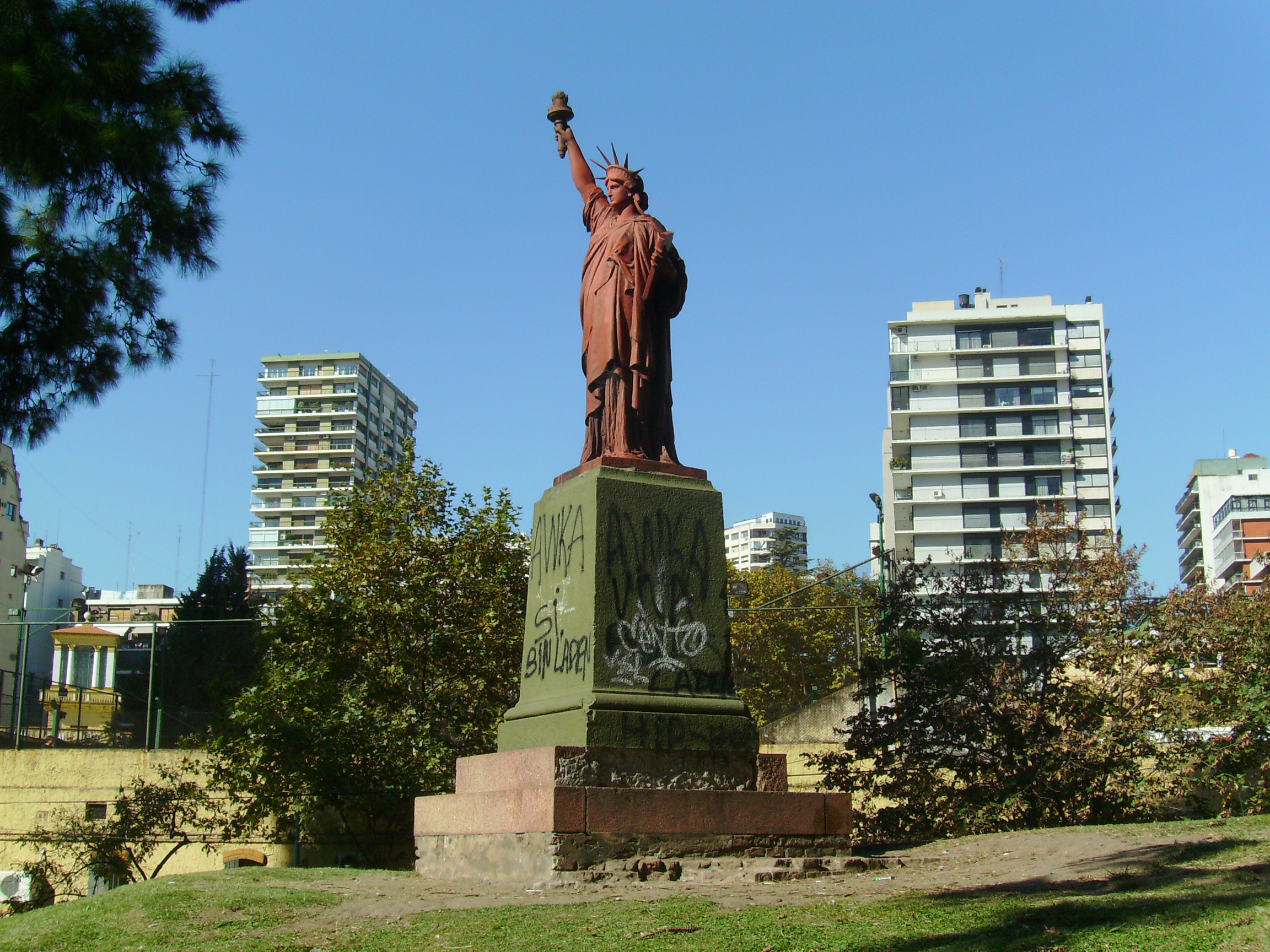
Réplica de la Estatua de la Libertad

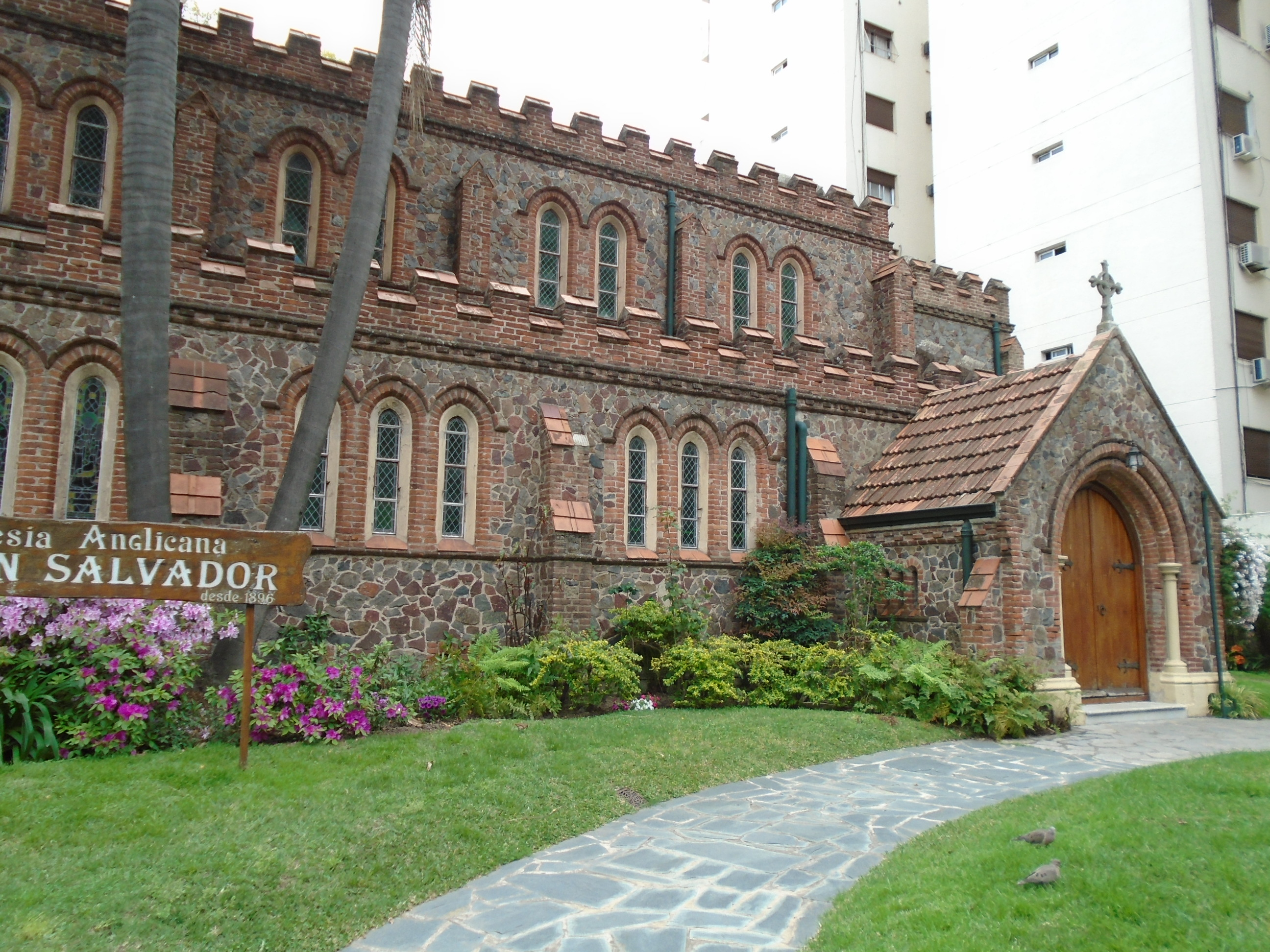
Iglesia Anglicana San Salvador

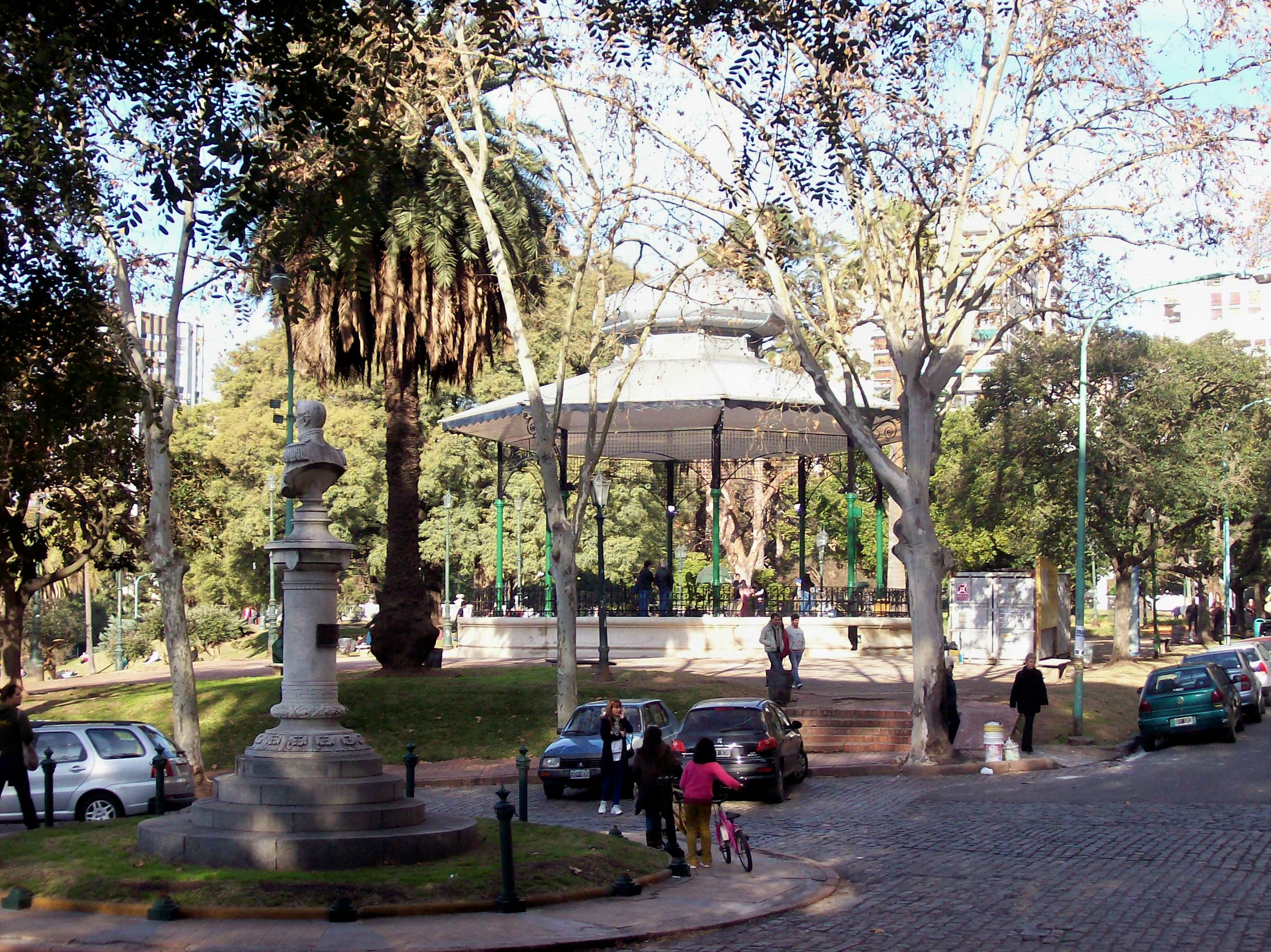
Glorieta

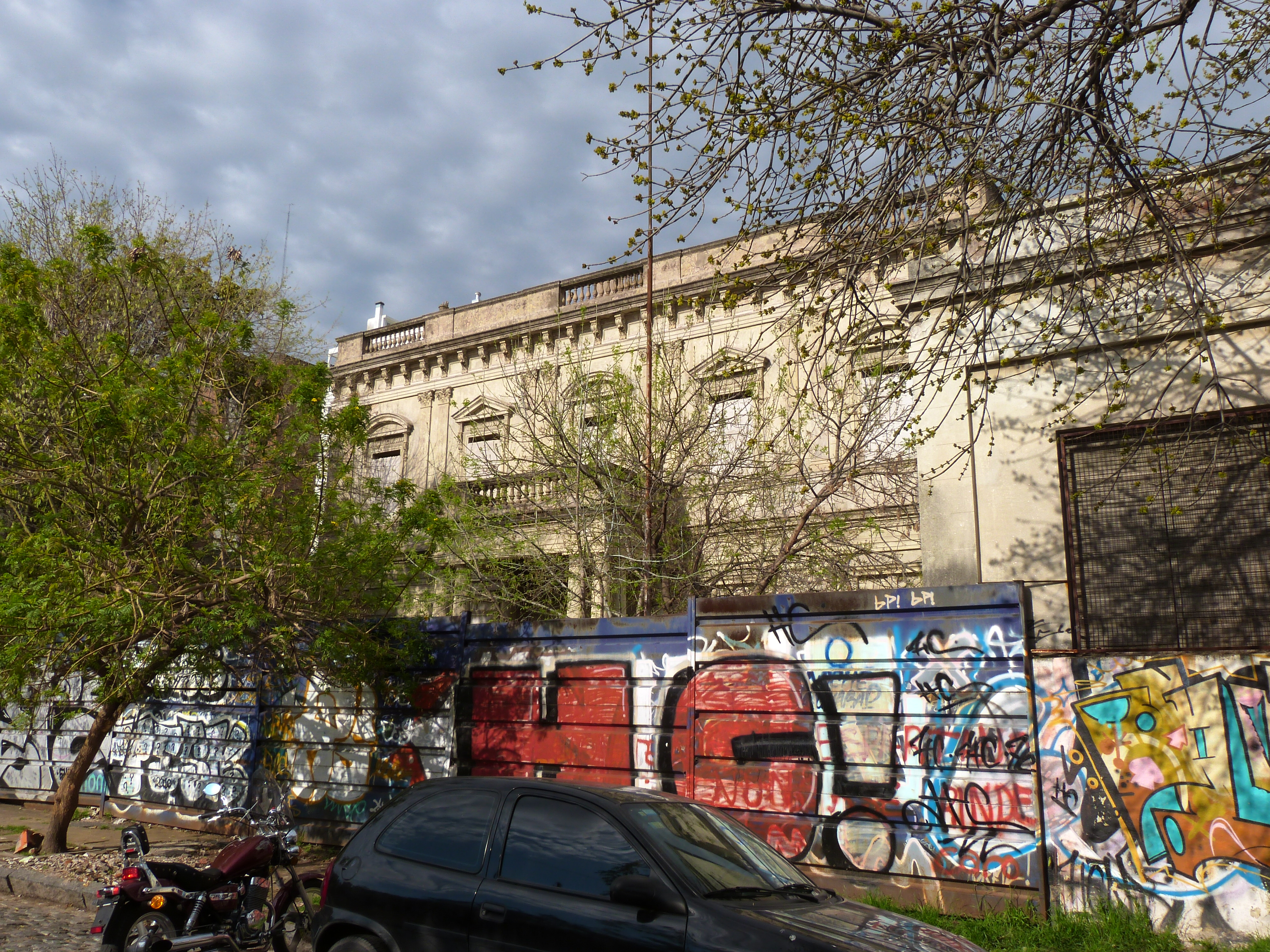
Casona de Lucio V. Mansilla

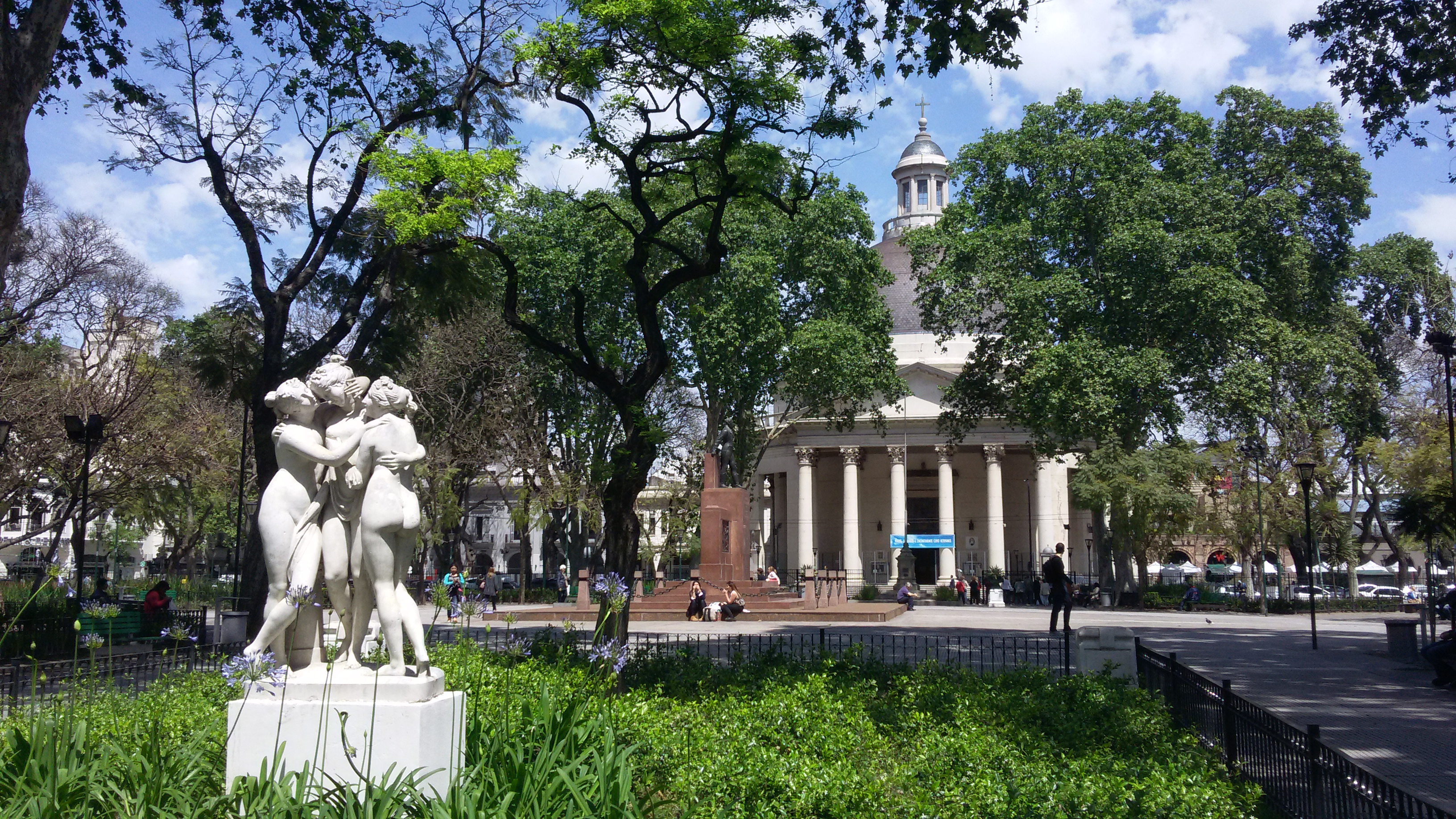
Plaza Manuel Belgrano

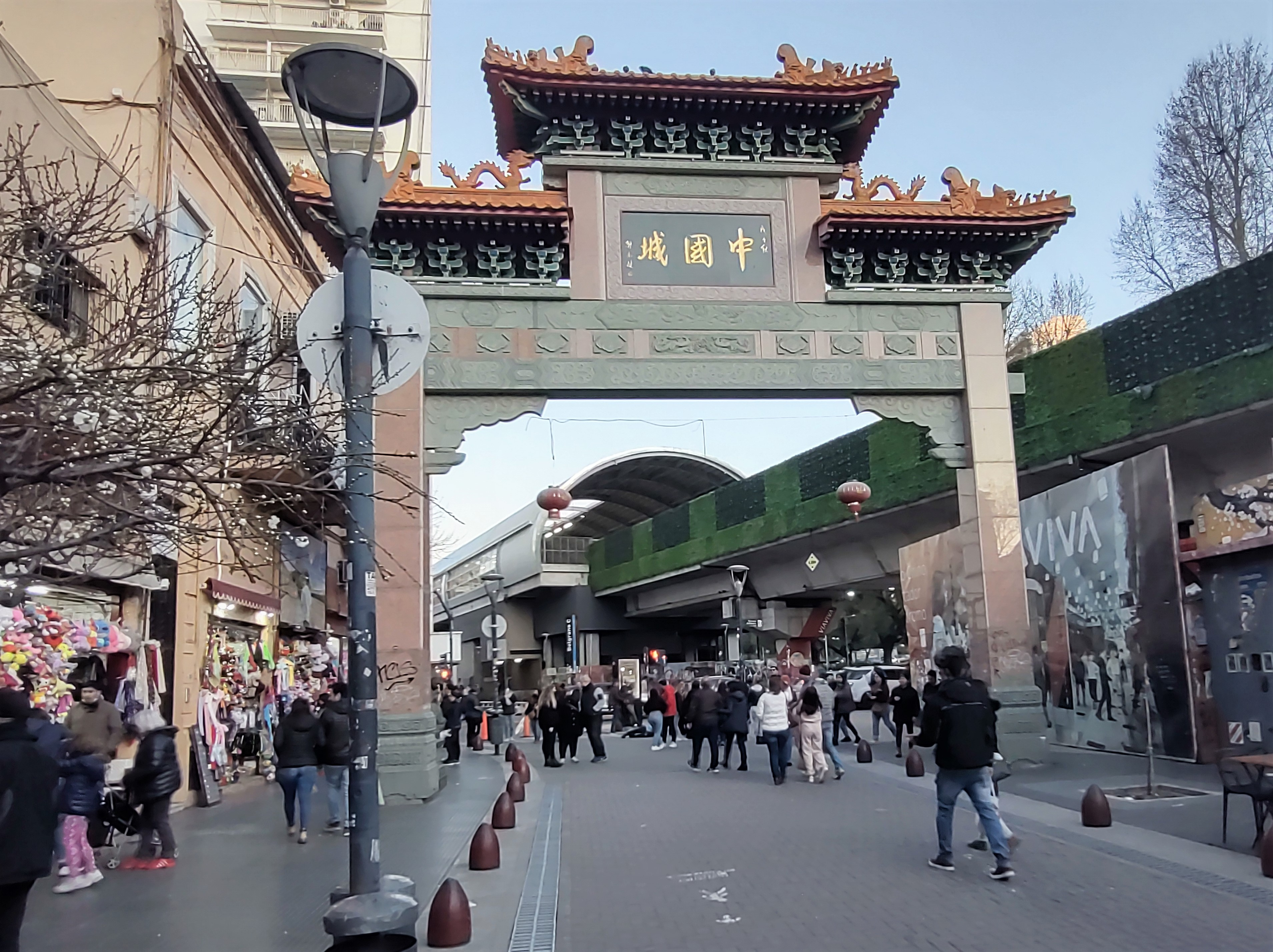
Entrada al barrio chino, calle Arribeños.

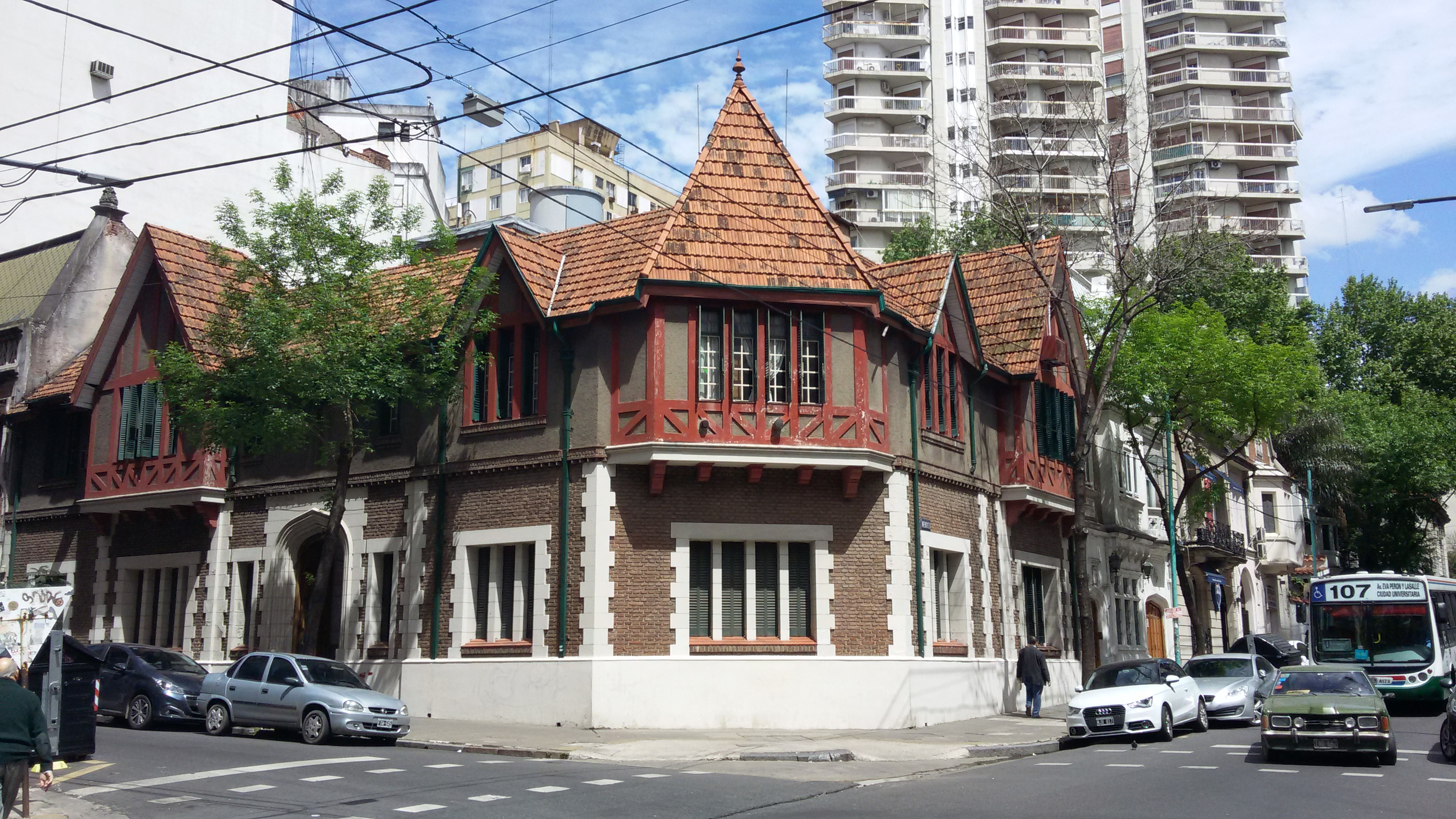
Vista de una calle del barrio con casas antiguas en estilo Tudor y torres modernas

### Museos

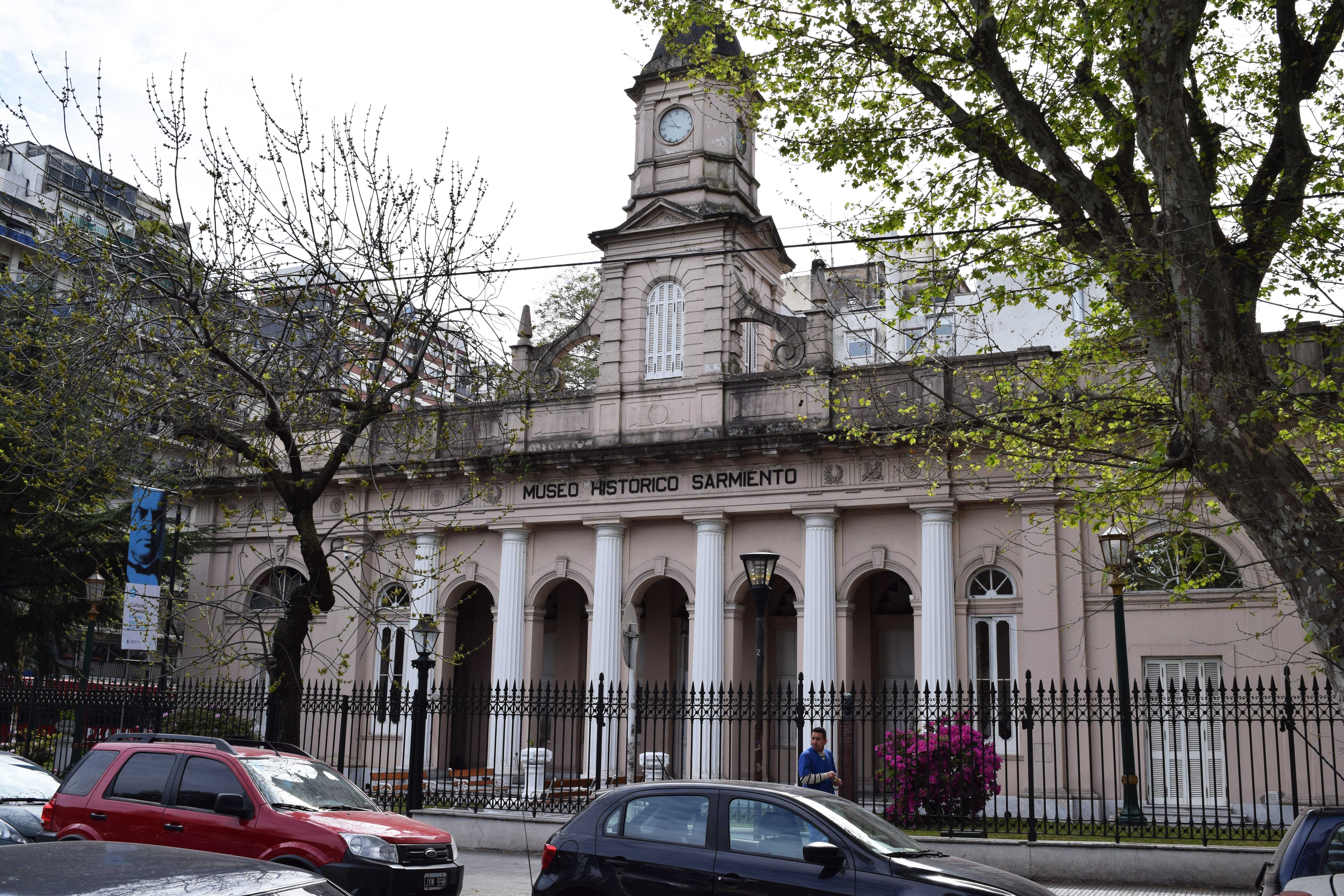
Museo Histórico Sarmiento
Es un museo dedicado a la historia argentina, en particular a la Generación del 80. La mayor parte del museo está destinada a exposiciones acerca de Domingo Faustino Sarmiento; otras secciones tratan de Nicolás Avellaneda, y sobre la revuelta producida por la federalización de Buenos Aires en 1880, cuando el gobierno nacional debió abandonar la ciudad e instalarse en el edificio que el museo ocupa actualmente, a la sazón municipalidad de Belgrano.
Museo de Arte Español Enrique Larreta
La casa, de arquitectura neocolonial, fue la residencia del escritor argentino Enrique Larreta, cultor de la literatura y el arte español.El museo posee una colección de obras que abarcan desde el Medioevo hasta principios del siglo XX y un jardín de estilo andaluz que cuenta con un ejemplar de ginkgo biloba y una centenaria glicina.
Museo Casa de Yrurtia
Abre al público el 9 de julio de 1949. La sede es una casona de fines del siglo XIX que perteneció al escultor Rogelio Yrurtia.
Museo Libero Badii
Se encuentra en la Casona Alsina y alberga gran parte de la obra del escultor Libero Badii.

### Parques y plazas
Barrancas de Belgrano
Se conoce como Barrancas de Belgrano a unos terrenos en pendiente que actualmente conforman la Plaza Barrancas de Belgrano. La parquización de las barrancas fue diseñada en 1892 por el arquitecto paisajista francés Charles Thays, quien también parquizó el Parque Tres de Febrero y las principales plazas de la ciudad en esa época.
Plaza Manuel Belgrano
Se encuentra en el escudo antiguo de lo que fue el pueblo de Belgrano, alrededor de la plaza se encuentran los edificios más representativos de la zona.
Plaza Castelli
Fue inaugurada en 1947. Entre 1857 y 1875 la plaza Castelli formó parte del primer hipódromo de Buenos Aires también conocido como "El circo de las carreras", el cual funcionó en las manzanas comprendidas por Crámer, La Pampa, Melián y Olazábal.
En la plaza se encuentra el Monumento a la Maternidad (obra del escultor y docente italiano Pedro Tenti, 1934).
Plaza Noruega
Está ubicada entre las calles Amenábar, Ciudad de la Paz y Juramento. Se encuentra contigua al Mercado de Belgrano.
Parque de la Memoria
Es un espacio público ubicado frente al Río de la Plata con el fin de recordar a las víctimas del terrorismo de Estado.
Reserva Ecológica Ciudad Universitaria
Es un Área Natural Protegida desde el año 2018. Se encuentra ubicada entre la costa del Río de la Plata y la Ciudad Universitaria de la UBA. Si bien la superficie de 18 hectáreas es pequeña, las características del predio lo hacen poseer una importante riqueza en biodiversidad.
Parque Temático Tierra Santa
Tierra Santa es un parque temático ubicado en la ciudad de Buenos Aires, Argentina. Es uno de los primeros parques temáticos religiosos del mundo, inaugurado en diciembre de 1999.
Paseo de las Américas
Ubicado en Juramento, Avenida Figueroa Alcorta, Avenida Monroe y Ramsay, tiene una superficie aproximada de 83.000 metros cuadrados.

### Monumentos y arquitectura
Estatua de la Libertad
En Barrancas de Belgrano, en dirección a la esquina de la calle La Pampa y la avenida Virrey Vértiz, se encuentra la Estatua de la Libertad porteña, fue realizada por el mismo escultor que hizo la de Nueva York,  el francés Frédéric Bartholdi y mide casi tres metros.
La Glorieta de Belgrano
Fue construida en 1910, está ubicada en las Barrancas de Belgrano, entre las calles 11 de septiembre, Sucre, Virrey Vértiz y Echeverría. Se accede por medio de una escalera de mármol de carrara. Su techo, en forma de pagoda, está sostenido por las columnas.
Busto del General Manuel Belgrano
Se encuentra en una plazoleta circular en la intersección de las calles 11 de septiembre y Echeverría y consiste en una base circular de granito sobre la que se asienta una columna cilíndrica ornamental de mármol coronada con un busto del General Belgrano representado con uniforme militar y charreteras, obra del escultor italiano Luis Fontana. Fue inaugurado el 28 de mayo de 1899, durante la intendencia de Adolfo Bullrich. Era una donación de Juan Manuel Antonio Santamaría, un amante y protector del arte.
Palacio Hirsch
Se encuentra en calle Conde 2060 (esquina Juramento), combinando características del estilo eduardiano con las del neo Luis XIII (ambos neobarrocos), y está rodeado de jardines austeros y muros bajos. Su cuerpo central fue inaugurado en 1895 según el diseño del arquitecto inglés John Robert Sutton. Su comitente fue el ingeniero mecánico escocés John Angus, radicado en Argentina. No obstante, el nombre Hirsch le viene de su segundo propietario, el judío alemán Alfred Hirsch que lo compró en la década de 1910, tras lo cual encargó algunas ampliaciones. En 1928, por ejemplo, el arquitecto alemán de Hungría Johannes Kronfuss agrandó su ala derecha respetando rigurosamente el estilo original de la propiedad. 
Casona de Lucio V. Mansilla
Fue construida en el año 1870 por iniciativa de Lucio V. Mansilla y está ubicada en 3 de Febrero entre Olazábal y Blanco Encalada. Es de estilo neo renacentista italiano del cual quedan pocos exponentes en el país, por ejemplo, la Casa Rosada.

### Arte y Cultura
Auditorio de Belgrano
Posee una capacidad para 1330 espectadores. La sala es una de las tres mejores salas por su acústica dentro de la ciudad de Buenos Aires y ofrece espectáculos de danza, musicales y conciertos.
Murales de la estación de subte Juramento
La estación tiene sus paredes decoradas con litografías, cuadros y cuatro murales que representan la vida en el campo en la época colonial y algunos de los edificios más emblemáticos del barrio como la Iglesia de la Inmaculada Concepción y el Museo de Arte Español. Uno de los murales reproduce la figura del crucero ARA General Belgrano, hundido durante la Guerra de Malvinas.

### Templos
Parroquia Inmaculada Concepción
Es conocida popularmente como "La Iglesia redonda" o "La Redonda", por su forma de estilo renacentista. En su tipología y aspecto, recibió influencias directas de la Iglesia de la Gran Madre di Dio en Turín, y del Panteón de Agripa en Roma .
Iglesia Cristiana Anglicana San Salvador
Ubicada en Av. Cramer 1844, fue construida en el año 1896. La construcción mantiene los rasgos del estilo denominado gótico temprano, caracterizado por una ornamentación simple con ventanas lanceoladas que enmarcan vitrales. El edificio es considerado como representativo del estilo de iglesia «rural inglesa».
Parroquia Santiago Apóstol
Ubicada en Barrio Parque Gral. Belgrano, pertenece a la etapa arquitectónica denominada “Neo-románico tardío”. El revestimiento original es de símil piedra y el campanario remata con un último nivel octogonal. El ábside tiene tres vitrales.
Parroquia Nuestra Señora de las Mercedes
Ubicada en Echeverría 1371, fue inaugurada en 1914. El estilo es neo-románico.

### Otros lugares de interés
Avenida Cabildo
Es considerada como uno de los principales centros de compra y paseo de la ciudad, y especialmente del barrio de Belgrano. Nace en el Viaducto Carranza como continuación de la Avenida Santa Fe, y finaliza en Puente Saavedra continuando hacia el norte como Avenida Maipú.
Estadio de River Plate
El Estadio Antonio Vespucio Liberti, también conocido como Estadio Monumental o Monumental de Núñez, es un estadio ubicado en la intersección de las avenidas Figueroa Alcorta y Udaondo. Es propiedad del Club Atlético River Plate y fue inaugurado el 26 de mayo de 1938 por el presidente de ese entonces, Antonio Vespucio Liberti, quien, además, decidió su construcción; de allí su nombre. Cuenta con una capacidad de 83 214 espectadores, luego de las remodelaciones realizadas en el año 2023.
Mercado de Belgrano
El Mercado de Belgrano fue inaugurado en 1891, ocupa cerca de la mitad de una manzana y está ubicado en Juramento entre las calles Ciudad de La Paz y Amenabar.

## Transporte

### Estaciones de Ferrocarril
Estación Belgrano C

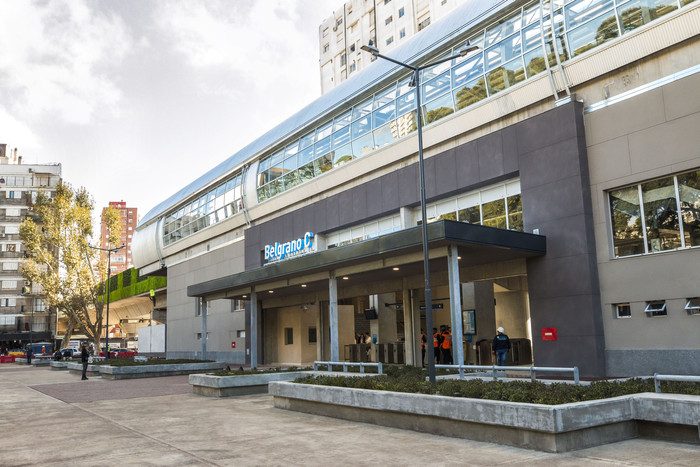
Nueva Estación Belgrano C

Pertenece a la línea que cubre el ramal Retiro - Tigre. Está ubicada frente a las Barrancas de Belgrano. La estación fue una de las primeras del país, inaugurándose en 1862 con el arribo del primer tren.
Estación Belgrano R
Es una estación intermedia del servicio eléctrico metropolitano de la Línea Mitre que se presta entre la cabecera Retiro y las estaciones Bartolomé Mitre y José León Suárez.
Estación Ciudad Universitaria
Se encuentra en las inmediaciones de la homónima Ciudad Universitaria y del estadio del club River Plate.

### Estaciones de Subte
Estación José Hernández
Forma parte de la línea D. Se encuentra localizada debajo de la Avenida Cabildo entre las calles Virrey del Pino y Virrey Olaguer y Feliú. La estación se caracteriza por la presencia de cuatro murales hechos en cerámica, que son reproducciones de cuadros del pintor argentino Raúl Soldi. Se trata de las obras En el Jardín, La música, En el ensayo y Los amantes, que se encuentran expuestas actualmente en el Teatro Colón. 
Estación Juramento
La estación Juramento forma parte de la línea D.  Se encuentra localizada debajo de la Avenida Cabildo entre la Avenida Juramento y la calle Echeverría. La estación tiene sus paredes decoradas con litografías, cuadros y cuatro murales que representan la vida en el campo en la época colonial y algunos de los edificios más emblemáticos del barrio.
Estación Congreso de Tucumán
Es la terminal noroeste de la línea D. Se encuentra localizada debajo de la Avenida Cabildo entre la Avenida Congreso y la calle Ugarte, en el límite de los barrios de Belgrano y Núñez. Un rasgo distintivo que caracteriza la estación, es la numerosa cantidad de obras de arte que se pueden apreciar. Entre ellas, se cuentan 16 bustos, entre los que se incluyen uno de Jorge Luis Borges y otro de Carlos Gardel. Se exponen también vitrinas con objetos históricos aportados por los museos porteños Pettoruti, Saavedra, José Hernández, y por el Museo Histórico Nacional.

### Colectivos
Las líneas de colectivos que atraviesan este barrio son: 15 19 28 29 33 34 37 41 42 44 45 55 57 59 60 63 64 65 68 76 80 107 113 114 118 130 133 151 152 160 161 166 168 169 184 194

## Personajes
Personalidades de la cultura y el arte que vivieron en Belgrano:
- José Hernández
- Alfonsina Storni
- Ernesto Sabato
- Manuel Mujica Láinez
- Roberto Arlt
- Nicolás Avellaneda
- Gustavo Cerati
- Luis Alberto Spinetta

## Inundaciones
El barrio de Belgrano suele sufrir inundaciones periódicamente, en especial en determinadas zonas que se inundan cuando hay lluvias o (sudestadas). La calle Blanco Encalada (por debajo de la cual corre el arroyo Vega) y el Bajo Belgrano son clásicos ejemplos de inundaciones importantes. Tras esas tormentas, las aguas bajan bastante rápidamente como consecuencia de los nuevos canales aliviadores construidos.